# Sic 'Em, Towser
Sic 'em, towser è una comica muta del 1918 di Gilbert Pratt con Harold Lloyd.

## Trama
Ad un ballo mascherato, un uomo (Lloyd), in un vestito da barbone, è arrestato quando pensano che egli sia un vero vagabondo. Nello stesso tempo, un vero vagabondo, alla festa, è trattato come un ospite.